# Hünenburg (Stöttinghausen)

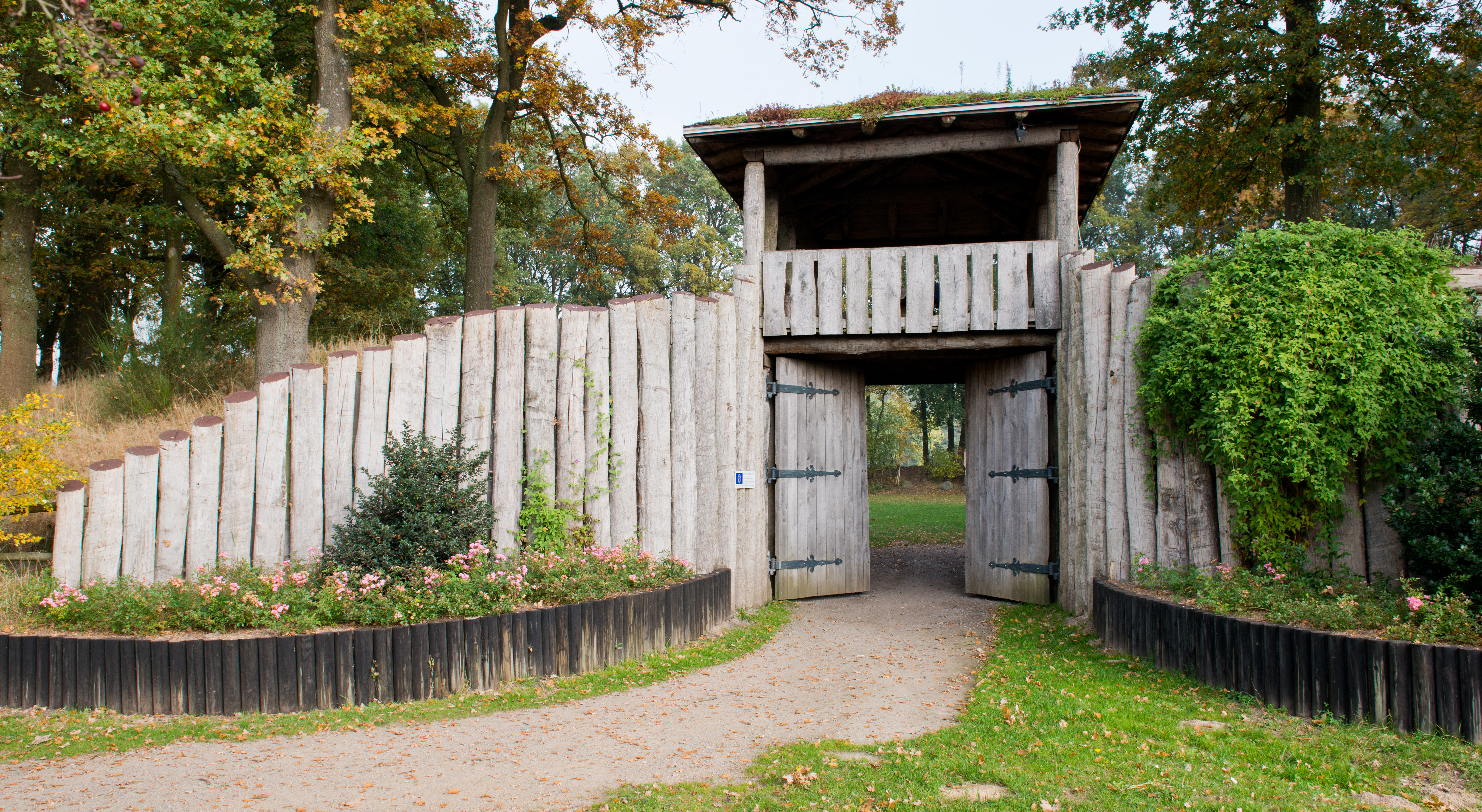
Eingangstor zur Hünenburg

Die Hünenburg ist eine frühmittelalterliche Wallburg in Twistringen im niedersächsischen Landkreis Diepholz. Sie liegt im Ortsteil Stöttinghausen der Ortschaft Scharrendorf. Die heute denkmalgeschützte Wallanlage wurde vermutlich in der Zeit zwischen dem 8. und 10. Jahrhundert n. Chr. erbaut. Ihre genaue Funktion ist nicht bekannt. Als mögliche Entstehungszeit wurden sowohl die Sachsenkriege Karls des Großen als auch ein Bau infolge der durch König Heinrich I. zur Abwehr der Ungarneinfälle genannt.

## Herkunft des Namens
Wie die Hünenburg zu ihrem jetzigen Namen kam, ist nicht eindeutig zu ermitteln. Der Heimatverein Scharrendorf nennt hierzu eine Vielzahl von Theorien. Fliehburgen, von denen man annahm, sie hätten der umliegenden Bevölkerung in Kriegszeiten als Zufluchtsort gedient, wurden allerdings deutschlandweit „Heune-“ oder „Hünenburgen“ genannt. Dies geschah lange vor der Zeit, in der die Sagen entstanden sind, die die Namensgebung der jeweiligen Burg begründen sollen.

## Lage im Netz von Befestigungsanlagen und Altstraßen
Die Hünenburg liegt in der Norddeutschen Tiefebene strategisch günstig in der Nähe des Flusses Delme auf einer Landzunge der Syker Geest, die hier in die Diepholzer Moorniederung übergeht. 
Es wird angenommen, dass die Hünenburg vor allem dem Schutz einer Altstraße diente, die die Weser mit der Hunte verbindet und zu den „Folkwegen“ gehörte. Auch der Folkweg bei Twistringen soll in den Jahren 500 bis 900 n. Chr. angelegt worden sein. „Folkwege“ waren vor allem Handelswege; es soll sie im norddeutschen Raum bereits vor 3000 Jahren gegeben haben. Der Twistringer Folkweg ist Teil einer Altstraße, die an der Ems bei Lathen beginnt, in zwei Armen über den Hümmling verläuft, die sich bei Werlte vereinigen, von dort über Lindern, Cloppenburg, Visbek und Bühren nach Bassum führt, die Weser und (bei Verden) die Aller überquert sowie von dort der Lüneburger Heide zustrebt. Westlich der Hunte trägt dieser Weg auch die Namen „Reuterweg“, „Herzog-Erich-Weg“ und „Kriegerpad“. 
Der Archäologe Bernhard Uhl aus Halle an der Saale ordnete 1908 die Hünenburg zusammen mit den Befestigungsanlagen Sierhauser Schanzen, Quatmannsburg bei Elsten und Heidenwall Dehlthun als unterstützende Forts der Arkeburg als Hauptburg zu.

## Aussehen und Nutzung
Die gut erhaltene Wallburg besteht aus einer ungefähr kreisförmigen Wallanlage von 75–80 m Durchmesser. Der heute ca. 15 m breite und 2,0–2,70 m hohe Wall der Hauptburg war bei einer ursprünglichen Mächtigkeit von 8,25 m aus aufgeschichteten Gras- und Heideplaggen aufgebaut, in die zur Stabilisierung waagrechte Holzlagen eingebracht waren. Dem Ringwall vorgelagert war eine erhöhte und mit Plaggen befestigte Berme von 3 m Breite sowie ein 1 m tiefer und 3 m breiter Spitzgraben. Das 3 m breite Tor im Süden war durch einen hölzernen Torturm befestigt und die Torgasse mit Holz verkleidet. Unmittelbar östlich des Tors wurde ein 16 × 5 m großes Pfostengebäude ergraben. Die weiteren Pfostengebäude lehnen sich westlich des Tores an die Wallinnenseite an. Das Tor im Norden ist späteren Datums.
Im Südosten waren der Burg in 150 und 250 m Abstand zwei bogenförmige Wälle vorgelagert. Der nördliche von beiden soll bei max. 9 m Breite ungefähr in der Mitte einen bastionsartigen Vorsprung aufgewiesen haben. Dieser Vorsprung nahm gleichzeitig die Breite der Berme von 8 m zum davorliegenden, 4,70 m breitem Graben ein. Der südliche Wall war im 19. Jahrhundert noch 1,50 m hoch erhalten, nach einer 3 m breiten Berme folgte ein Graben von unbekannten Ausmaßen.

### Eisenzeit
Bei Ausgrabungen im Jahre 1932, die unter die Leitung von Ernst Sprockhoff erfolgten, wurde eisenzeitliche Keramik gefunden.

### Mittelalter

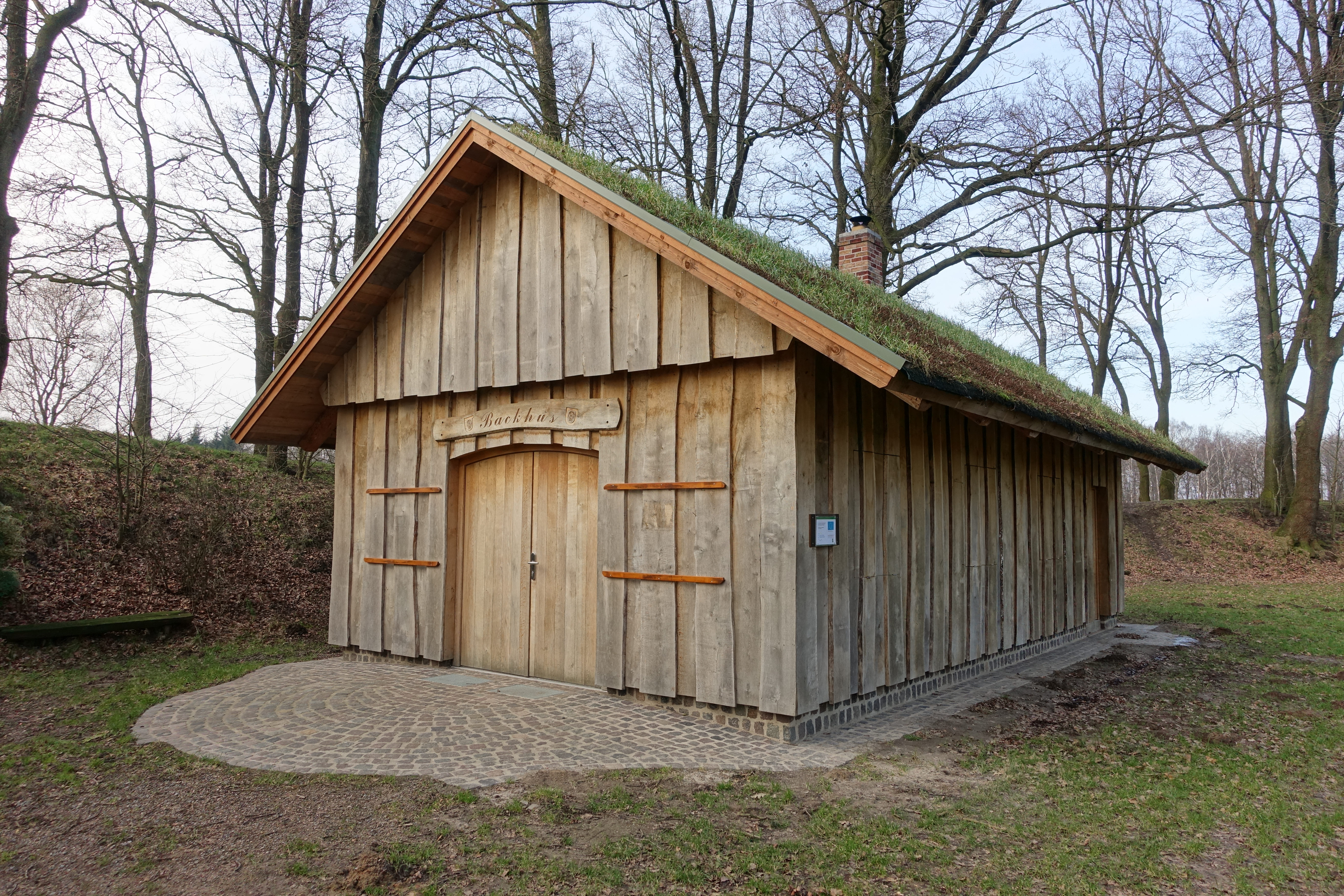
Eines der beiden rekonstruierten Holzgebäude

Bei den Ausgrabungen im Jahre 1932 fand man auch Reste von Gebäuden, die in der Hünenburg standen. Es fehlten jedoch Reste von Fußböden und Herdstellen, was nicht auf eine dauerhafte Behausung schließen lässt. Die spärlichen Keramikfunde können die Wallburg nur grob in das 8. bis 10. Jahrhundert datieren. Als mögliche Entstehungszeit wurden von der Forschung sowohl die Sachsenkriege Karls des Großen als auch ein Bau infolge der durch König Heinrich I. zur Abwehr der Ungarneinfälle im Jahr 926 erlassenen Burgenordnung in den Raum gestellt.

### Gegenwart
2005 wurde das hölzerne Eingangstor zur Hünenburg sowie zwei Gebäude auf den ergrabenen Grundrissen rekonstruiert. Die Stadt Twistringen begründet die Umgestaltung der Anlage damit, dass „ihr altertümlicher Wert allen Besucherinnen und Besuchern besser verkörpert werden“ solle. Die Anlage wird durch diverse Gruppen für Veranstaltungen genutzt. Sie ist ein Anlaufpunkt für Radwanderer. Im Hauptgebäude befinden sich eine Küche sowie sanitäre Anlagen. Die Anlage wurde um ein Backhaus ergänzt. Die Gruppe „AltSachsenRing“ veranstaltet im Sommer Lager mit verschiedenen Gruppen, die sich „mit dem Leben und Wirken unserer Vorfahren intensiv beschäftigen“.